# Гелдерн
Гелдерн (њем. Geldern) град је у њемачкој савезној држави Северна Рајна-Вестфалија. Једно је од 16 општинских средишта округа Клефе. Према процјени из 2010. у граду је живјело 33.709 становника. Посједује регионалну шифру (AGS) 5154012, NUTS (DEA1B) и LOCODE (DE GDN) код.

## Географски и демографски подаци
Гелдерн се налази у савезној држави Северна Рајна-Вестфалија у округу Клефе. Град се налази на надморској висини од 24 метра. Површина општине износи 96,9 km². У самом граду је, према процјени из 2010. године, живјело 33.709 становника. Просјечна густина становништва износи 348 становника/km².

## Међународна сарадња
| Мјесто | Држава  | Врста сарадње | Од    |
| ------ | ------- | ------------- | ----- |
| Бре    | Белгија | партнерство   | 1986. |
| Извор  |         |               |       |